# منطقة الحكم الذاتي رومانيا
منقطة الحكم الذاتي رومانيا (بالسيريلية الصربية: САО Романија/SAO Romanija) هي منطقة حكم ذاتي صربية معلنة ذاتيًا داخل جمهورية البوسنة والهرسك الاشتراكية في مقدمة حرب البوسنة والهرسك. سميت المنطقة تيمنًا بجبل رومانيا. تضمنت أجزاءً من ثلاث بلديات بتعداد سكاني 37,000. تأسست في سبتمبر 1991 ثم اندمجت مع منطقة بيراتش في نوفمبر 1991 لتكون منطقة الحكم الذاتي رومانيا-بيراتش. في مارس 1992، توحدت مناطق الحكم الذاتي الصربية لتكون جمهورية صرب البوسنة.